# Summer Well Festival
Summer Well Festival este un festival de muzică alternativă din România, desfășurat anual în al doilea weekend din august pe domeniul Știrbey din Buftea, județul Ilfov. Prima ediție a festivalului a avut loc în 2011. Un studiu IRES din 2016 îl clasifica ca al treilea cel mai popular festival din țară în concepția românilor. A fost nominalizat la European Festival Awards 2016 la categoria ”Best Medium-Sized Festival” (festival cu 10.000-40.000 participanți).
Printre artiștii care au făcut parte din line-up-ul festivalului se numără: Arctic Monkeys, The XX, The Chemical Brothers, Bastille, Years & Years, Florence and the Machine, Yungblud, Nothing But Thieves și mulți alții. 

## Ediții (2011 -2022)

### 2011
Prima ediție de festival a avut loc în perioada 13-14 august 2011 și headlinerii ediției au fost Interpol și Plan B. Au fost prezente 10 formații.

### 2012
A doua ediție a avut loc în perioada 11-12 august 2012. Pe 11 august headlinerii au fost Hurts și The Stone Roses. Ziua de 12 august a fost anulată din cauza vremii nefavorabile, care a făcut ca pământul să se inunde și suprafața de sub scenă să devină nesigură. Organizatorii au oferit opțiunea rambursării a 50% din contravaloarea abonamentului. Au fost programate 10 formații.

### 2013

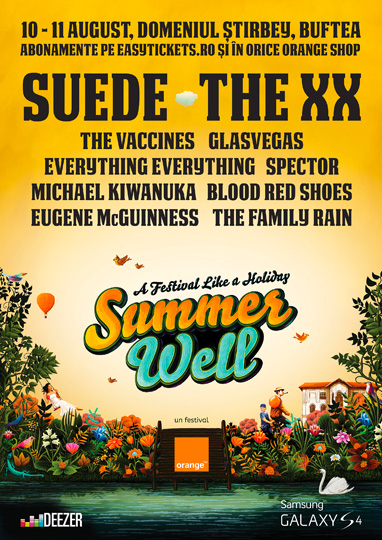
Afiș Summer Well 2013

A treia ediție a avut loc în perioada 10-11 august 2013. Printre artiștii care au urcat pe scenă se numără: The XX, Suede, The Vaccines. S-au amenajat în apropiere parcări, terase și zone de relaxare, food court și noi zone de activități (de interior și de exterior) cu oferte de alte programe decât muzica.

### 2014
A patra ediție de festival a rămas în istorie ca primul festival de muzică alternativă din România sold out. A fost organizat între 9-10 august 2014 și pe scena festivalului au urcat: Placebo, Bastille, The National, John Newman, Tom Odell, Miles Kane, The 1975.

### 2015
A cincea ediție de Summer Well a avut loc în perioada 8-9 august 2015 și pe scenă au urcat: Kasabian, Foals, La Roux, The Wombats, Jungle și mulți alții.

### 2016

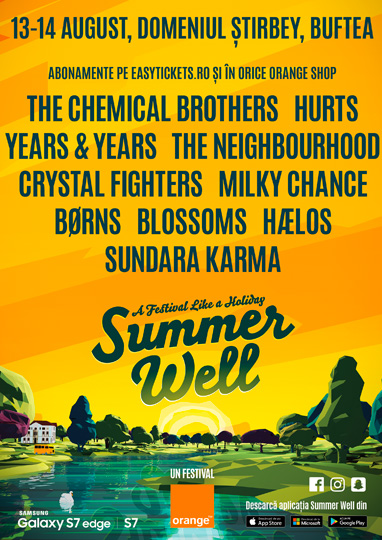
Afiș Summer Well 2016

I-a avut pe scenă pe The Chemical Brothers, Hurts, Years & Years, Neighbourhood. Festivalul a avut loc în perioada 13-14 august 2016. Publicul a fost în general mulțumit de interpretările artistice ale celor care au cântat pe scenă.

### 2017
A șaptea ediție a avut loc în perioada 11-13 august 2017 și pe scenă au urcat: Interpol, Editors, Birdy, Glass Animals, Nothing But Thieves ș.a. Prima zi de festival, 11 iunie, a fost deschisă cu un Night Picnic, când pe scenă a urcat Orchestra Simfonică București care a interpretat melodii ale artiștilor ce urmau să urce pe scena festivalului pe 12 și 13 august.

### 2018

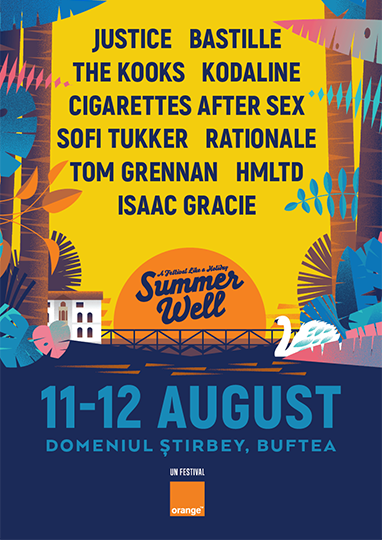
Afiș Summer Well 2018

Justice, Bastille, The Kooks, Kodaline, Cigarettes After Sex, Sofi Tukker și mulți alții. Festivalul a avut loc în perioada 10-12 august 2018. Bucharest Symphony Orchestra și Rhye au deschis festivalul. Pentru prima dată în istoria festivalului a fost amplasată o zonă de camping și o nouă scenă (Red Bull Music Stage). Pe lângă activitățile din anii trecuți s-au amenajat și activități smart (simulator Tour de France, iluzii optice, cinema în aer liber etc.).

### 2019
A noua ediție de festival a avut loc în perioada 9-11 august 2019, când au cântat: The National, The 1975, Jungle ș.a. Au fost organizate pentru prima dată la festival ateliere de beat-uri, de măști tradiționale sau măști cu realitate augmentată, zone de bar privat, de gaming sau expoziții de artă exclusiviste și alte proiecte artistice. Participanții au fost plăcut impresionați, iar unul dintre organizatori l-a descris ca fiind un festival de familie.

### 2020
A 10-a ediție de festival a fost amânată din cauza pandemiei, biletele achiziționate rămânând valabile pentru anul următor. Urma să se desfășoare sub umbrela All Together Now.

### 2021
A 10-a ediție de festival, numită și The Limited Edition, a avut loc în perioada 12-15 august. Deși inițial se cerea ca participanții să fie vaccinați cu schema completă, s-a decis apoi să se permită accesul și persoanelor care prezintă un test PCR recent (de maxim 72 ore) sau unul antigen (de maxim 24 ore). A fost singura dată în istoria Summer Well când au fost 4 zile de festival. Au cântat: Woodkid, Balthazar, Modeselektor, L’Imperatrice, Lola Marsh, Fatoumata Diawara și alți artiști locali.

### 2022
A 11-a ediție Summer Well a avut loc în perioada 12-14 august 2022. Au fost 30 artiști confirmați pe 4 scene amplasate printre care se numără Arctic Monkeys (prezenți pentru prima oară în România), Nothing But Thieves, Future Islands, Jungle etc. Festivalul a fost anunțat sold out pe 2 iulie 2022 - cu mai mult de o lună înainte de eveniment. Au fost prezenți peste 80.000 participanți și a fost oferită conexiune wi-fi 5G gratuită, căști speciale cu muzică de leagăn pentru cei mici, kissing booth pentru îndrăgostiți ș.a., pe lângă activitățile din anii trecuți.